# Gonioryctus haleakalae
Gonioryctus haleakalae är en skalbaggsart som beskrevs av Sharp 1908. Gonioryctus haleakalae ingår i släktet Gonioryctus och familjen glansbaggar. Inga underarter finns listade i Catalogue of Life.